# Centro de Investigación y Estudio para la Difusión del Francés
El Centro de Investigación y de Estudio para la Difusión del Francés (CREDIF) fue un organismo francés público de investigación científica para la investigación y difusión de la lengua francesa como lengua extranjera creado en 1959 y disuelto en 1996. Dependía de la Escuela Normal Superior de Sant-Cloud.  

## Historia del CREDIF
El CREDIF fue creado en 1959 en el marco del Centre d'étude du français élémentaire bajo la dirección de los lingüistas Georges Gougenheim y Paul Rivenc. Su objetivo inicial era responder a un requerimiento ministerial para establecer una progresión léxica y sintáctica que facilitara la difusión del francés en el extranjero. Esta investigación se denominó inicialmente francés elemental y se publicó bajo el título de francés fundamental.
El papel del CREDIF fue especialmente importante hasta mediados de los años 1980, dado que fue uno de los pocos centros en Francia, junto a la Oficina para la Enseñanza de la Lengua y de la Civilización Francesa en el Extranjero (BELC), en realizar investigaciones sobre la enseñanza de las lenguas y también destinado a la formación de las personas migrantes.
Con la creación en las universidades de la materia Francés lengua extranjera (FLE) fue perdiendo relevancia y finalmente suprimido por el Ministerio de Educación en 1996. Sus investigadores se repartieron en otros centros de ENS o en otras universidades.

## Publicaciones
El CREDIF ha realizado numerosas publicaciones, especialmente bajo la colección LAL editada por Hatier / Didier.